# Geum montibericum
Geum montibericum är en rosväxtart som beskrevs av Gonzalo Mateo och J.L.Lozano. Geum montibericum ingår i släktet nejlikrotsläktet, och familjen rosväxter. Inga underarter finns listade i Catalogue of Life.